# Кит і кіт (мультфільм)
«Кит і кіт» (рос. «Кит и кот») — анімаційний фільм 1969 року Творчого об'єднання художньої мультиплікації студії Київнаукфільм, режисер — Ірина Гурвич. Мультфільм знято за мотивами вірша Бориса Заходера. Мультфільм було виконано в російському та україномовному варіанті, що стосувалося не лише озвучення та титрів, а й ключових слів (відповідно «Кит - Кот» та «Кит - Кіт») у багатьох кадрах.

## Сюжет
В книжці була одруківка, і Кит перетворився на маленького беззахисного Кота, а Кіт став велетенським лякалом для китобоїв.
Мультфільм знято за мотивами вірша Бориса Заходера.